# Atlant
Atlas ili Atlant (grč. Ἄτλας, Atlas) u grčkoj mitologiji jedan je od Titana, koji su se borili protiv Zeusa, pa za kaznu mora nositi nebeski svod. Po Atlasu je dobila ime zbirka zemljopisnih karata, u arhitekturi figura muškarca koji služi kao potporanj te u astronomiji jedna zvijezda u grupi Plejada. Atlas je sin Japeta i, prema Heziodu, nimfe Klimene, a prema Apolodoru Okeanide Azije te Prometejev, Epimetejev i Menetijev brat.
Oženio je svoju sestričnu Plejonu, koju je progonio Orion.

## Etimologija
Atlasovo ime izvedeno je od grčkog glagola tlenai = "nositi" te znači "nosilac" (ie. *tel- = "nositi").
Po ovom je divu nazvan jedan Saturnov mjesec.

## Mitologija

### Titanomahija
Atlas je bio na strani Titana u ratu — Titanomahiji — protiv Olimpa. Njegova su braća sklopila savez s olimpskim bogovima i izdala Titane. Kad su Titani poraženi, mnogi su izgnani u Tartar, ali Zeus je osudio Atlasa da stoji na zapadnom rubu Zemlje i drži svod na svojim plećima.

### Heraklo i Atlas
Jednom mu se pružila prilika da se oslobodi tereta, i to kad je došao Heraklo da bi mikenskom kralju Euristeju donio zlatne jabuke sa stabla koja su čuvale Atlasove kćeri Hesperide.
Atlas se ponudio da će sam ubrati jabuke ako bi Heraklo pridržao nebeski svod. Heraklo je znao da jabuke čuva zmaj Ladon koji nikad ne spava te je pristao. Atlas je donio jabuke i ponudio se da ih odnese u Mikenu, ali Heraklo je prozreo lukavost te mu je rekao da samo na trenutak pridrži svod dok sebi ne napravu podlogu od trave za rame, jer ga boli zbog velikog pritiska. Potom je Heraklo uzeo jabuke i otišao, a Atlas je teret morao nositi do svoje smrti, a nije ga se oslobodio ni nakon nje.
U drugoj je inačici priče Heraklo pomogao Atlasu tako što je sagradio tzv. Heraklove stupove koji su držali svod i oslobodili Atlasa.

### Atlasova smrt
Zbog starog proročanstva nije vjerovao strancima te u zemlju nije pustio ni junaka Perzeja koji se htio vratiti kući noseći Meduzinu glavu. Atlas mu je rekao da je njegovo hvalisanje bogohulna laž, a Perzej mu je dokazao da govori istinu tako što mu je pokazao njezinu odsječenu glavu koja je bila toliko strašna da se svatko skamenio čim ju je pogledao.
Atlas se pretvorio u kamenu istoimenu planinu, a i dalje drži nebeski svod na svojim plećima, dok mu se glava - vrh planine - gubi u plavetnilu nebeskog svoda koji će zauvijek držati.
Ovisno o izvorima, Atlas katkad drži nebeski svod na plećima, a katkad Zemlju.

## Vanjske poveznice
- Atlas u klasičnoj literaturi i umjetnosti (engl.)
- Atlas u grčkoj mitologiji (engl.)